# 鬼面の研究
『鬼面の研究』（きめんのけんきゅう）は、栗本薫による日本の推理小説。

## 物語
名探偵・伊集院大介シリーズの一つである本作は、鬼の末裔を自称する者たちが住まう秘境・鬼家荘（くがのしょう）を舞台に、取材でこの地を訪れた東亜テレビのスタッフたちが一人ずつ殺される様子を描いた伝記的要素のあるミステリ小説であり、この地を訪れた推理作家・森カオルの視点から物語が進む。
なお、この出来事は前作『優しい密室』から十年近く後に起きている。

## 登場人物
- 伊集院大介 -  名探偵。
- 森カオル - 語り手。推理作家。
- 越塚 -  東亜テレビのプロデューサー。鬼家荘（くがのしょう）ロケ番組のプログラム・ディレクター。長野県佐久の出身。東大出を鼻に掛けている。
- 桜井 - 同じくディレクター。ひげをはやしている
- 久我 - 同じくアシスタント・ディレクター。九州鬼家荘（くがのしょう）出身。越塚とは別のプロデューサーの部下。
- 山口 - 東亜テレビの下請け・東亜制作の照明。太っている。
- 望月 - 同じく音響。痩せている。
- 里村 - 同じく音声。
- 田添 - カメラマン。
- 中野 - ビデオ技師。
- 高橋 - 番組のスポンサー窓口の広告代理店の担当。
- 北野 - ロケバスの運転手。ロケスタッフとはあまり交流がない。
- 鬼家荘の村人たち。

## 漫画化
- 『鬼面の研究』全二巻（CRコミックス）作画・まんだ林檎 2009年